# Orde van Sint-Olga en Sint-Sophia
De Orde van Sint Olga en Sint Sophia (Grieks: Βασιλικό οικογενειακό τάγμα Αγίων Όλγας και Σοφίας, Basilikon oikogen-eiakon tagma ton aigon Sophias kai Olgas) is een damesorde van het voormalige Koninkrijk Griekenland. De in 1936 door koning George II ingestelde Orde is een huisorde van de Griekse koninklijke familie en werd ingesteld om de koninginnen Olga en Sophia én de heiligen van die naam te eren.

De Orde wordt door de Griekse koning, grootmeester van de Orde, verleend aan dames die zich voor het Griekse koninklijke huis verdienstelijk hebben gemaakt. De hoogste graden in de Orde worden bij voorkeur aan leden van de koninklijke familie en buitenlandse vorstelijke personen verleend.

De Orde heeft vier klassen:
- Eerste Klasse: deze dames dragen het grote medaillon van de Orde aan een grootlint en de ster van de Orde.
- Tweede Klasse: deze dames dragen het grote medaillon van de orde aan een strik en de ster van de Orde.
- Derde Klasse: deze dames dragen het gouden medaillon met daarboven een kleine kroon aan een strik
- Vierde Klasse: deze dames dragen het zilveren medaillon met daarboven een kleine kroon aan een strik

Het lint van de Orde is donkerblauw met horizontale witte streepjes langs de randen.
Het kleinood van de twee hoogste rangen is een groot rond medaillon dat geëmailleerd is. Het randschrift vertoont de tekst "ΑΓΙΑ ΣΟΦΙΑ ΑΓΙΑ ΟΛΓΑ" (Nederlands: "SINT OLGA SINT SOPHIA") in witte letters op een donkerblauwe achtergrond. In het medaillon zijn, tegen een gouden achtergrond, de twee heilige vrouwen met achter zich een wit kruis met rode rand te zien.
Het medaillon van de derde en vierde klasse is een opengewerkte medaille met de leeuwen van Oldenburg, harten, de tekst "ΑΓΙΑ ΣΟΦΙΑ ΑΓΙΑ ΟΛΓΑ" en een kruis met de twee heiligen.
Tot de dames der Eerste Klasse behoort ook koningin Beatrix der Nederlanden. De Griekse koning in ballingschap, Constantijn II verleent de orde ook nu nog.
Eredame in de Huisorde van Oranje ·
Prinsessenkruis van de Huisorde van Albrecht de Beer ·
Theresia-orde ·
Sint-Elisabeth-orde ·
Sint Anna-orde ·
Dames van Rougemont ·
Sidonia-orde ·
Bulgaarse Orde van de liefdadigheid ·
Orde van de Perfecte Vriendschap ·
Orde van de Rechtschapenheid ·
Orde van de Slavinnen van de Deugd ·
Elisabeth-orde ·
Moederkruis ·
Orde van Sint-Olga en Sint-Sophia ·
Orde voor Goede Daden ·
Koninklijke Victoria en Albert-orde ·
Keizerlijke Orde van de Kroon van Indië ·
Koninklijke Orde van het Rode Kruis ·
Orde van de Kostbare Kroon ·
Orde van het Sterrenkruis ·
Orde van de Zon ·
Orde van de Pleiaden ·
Louisen-Orde ·
Herinneringskruis voor Dames ·
Orde van de Heilige Catharina ·
Sidonia-orde ·
Damesorde van de Doodskop ·
Ereteken van Anna-Luise ·
Orde van Liefdadigheid ·
Olga-orde ·
Orde van Vorstin Olha ·
Onderscheidingskruis van de Heilige Apostelgelijke Vorstin Olga
Zie voor meer damesorden en onderscheidingen: De Lijst van Damesorden